# Achimenes fimbriata
Achimenes fimbriata là một loài thực vật có hoa trong họ Tai voi. Loài này được Rose ex C.V.Morton mô tả khoa học đầu tiên năm 1936.